# Pałac w Bobrowie
Pałac w Bobrowie – zabytkowy pałac w Bobrowie – wsi w Polsce, w województwie dolnośląskim, w powiecie karkonoskim, w gminie Mysłakowice; zlokalizowany na skarpie nad rzeką Bóbr, na granicy Rudaw Janowickich, Kotliny Jeleniogórskiej i Gór Kaczawskich (Sudety Zachodnie).

## Historia
Pierwszy murowany obiekt na miejscu obecnego pałacu został wzniesiony ok. roku 1450, pełnił funkcję przeprawy przez Bóbr. Historycy nie są w stanie ustalić, czy był to zamek, czy wieża strażnicza. W II połowie XV w. majątek w Bobrowie należał do rodziny Schaffgotschów. Na przełomie XVI/XVII właścicielem siedziby został Nickel von Zedlitz. Prawdopodobnie w miejscu dzisiejszego pałacu wybudował on prosty kamienny dwór. Około połowy XVII w. nastąpiła kolejna rozbudowa, po czym Carl Christoph von Zedlitz odsprzedał majątek Annie von Nostitz. Przez wieki dwór przechodził w kolejne ręce m.in. zakonu jezuickiego z Jeleniej Góry, Schaffgotschów, Daniela von Buchs, hrabiego Rothkirch, Ernestyna von Köckritz. Pod koniec XIX w. właścicielem został Hans Rudolf von Decker. Postanowił gruntownie przebudować dwór według planów berlińskiego architekta Paula Roetgera. Pałac w rękach rodziny von Decker pozostał do roku 1921. Do II wojny światowej w obiekcie m.in. znajdował się obiekt szkoleniowy SA. Po 1945 r. kolejno pałac zajmowany był przez; Armię Radziecką, ośrodek dla uchodźców politycznych z Grecji, dom poprawczy, ośrodek kolonijny, PGR, SKR, Inspektorat OC z Jeleniej Góry. Od końca lat 60. XX w. nieużytkowany, popadł w ruinę. Obecnie obiekt jest własnością prywatną.

## Opis obiektu
Pałac na planie czworoboku. 3-kondygnacyjny, fasada 5-osiowa. Bryła rozczłonkowana, w centralnej części korpusu masywna wieża. Fasada wyróżnia się 3-osiowym, 2-kondygnacyjnym ryzalitem z osią środkową wysuniętą trójkątnie ku przodowi i nakrytą kopułą. Pałac zdobiony dekoracją neorenesansową o proweniencji francuskiej i niderlandzkiej oraz licznymi szczytami, wykuszami i wieżyczkami. Wnętrze pałacu na ogół przebudowane lub zniszczone. Duża sala na pierwszym piętrze przykryta sklepieniem kolebkowym. Zachowały się przesklepione piwnice, hol wejściowy z 4-przęsłowym sklepieniem wspartym na kolumnie i filarach z gurtami, płytki terakotowe o ciekawej ornamentyce. Istnieją schody w obydwu klatkach schodowych.
Do pałacu prowadzi brama z dwoma kamiennym słupami, na których lwy trzymają herby von Decker.

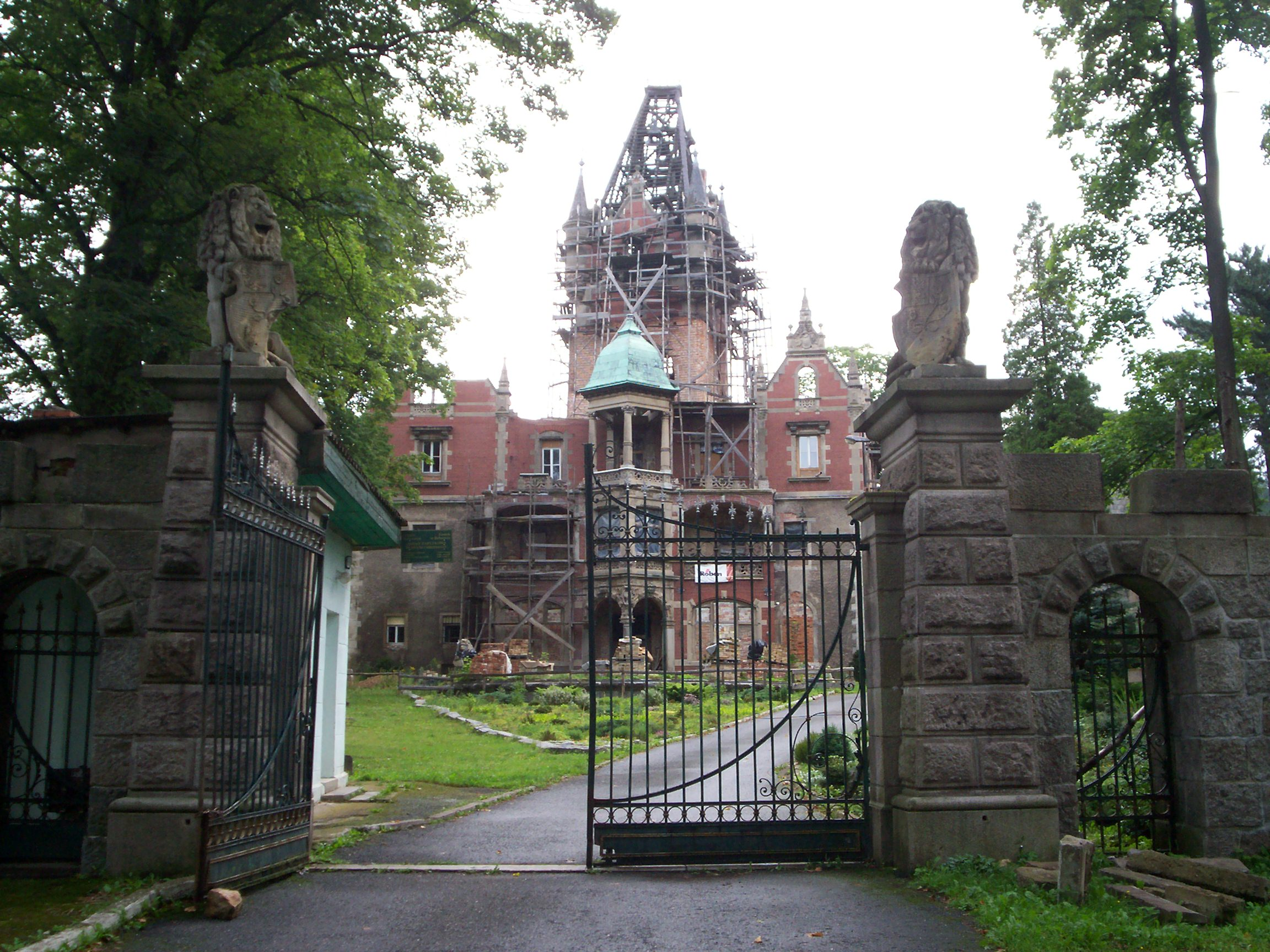
Brama wjazdowa z herbami
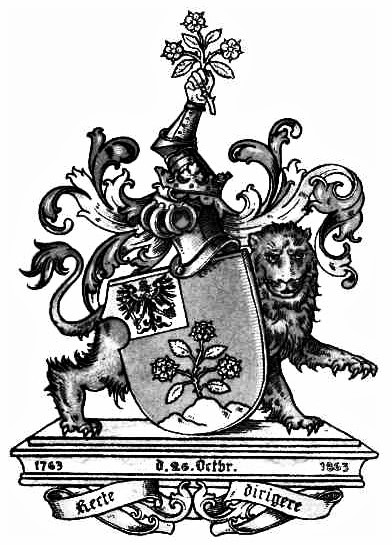
Herb Rudolfa Deckera[6] na bramie
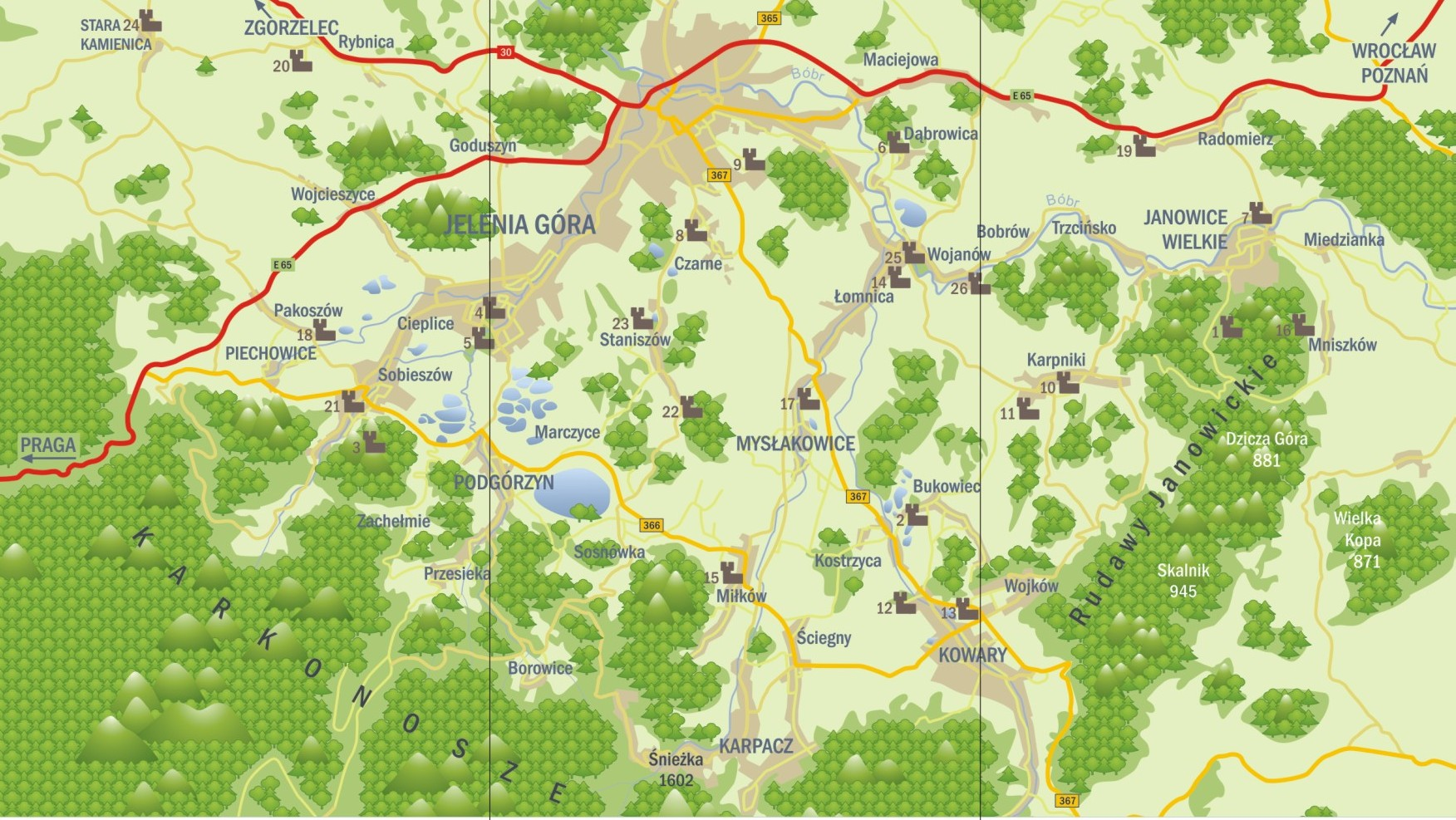
Dolina Pałaców i Ogrodów-mapa